# Cladonota ridiculus
Cladonota ridiculus är en insektsart som beskrevs av Walker. Cladonota ridiculus ingår i släktet Cladonota och familjen hornstritar. Inga underarter finns listade i Catalogue of Life.